# シノリガモ

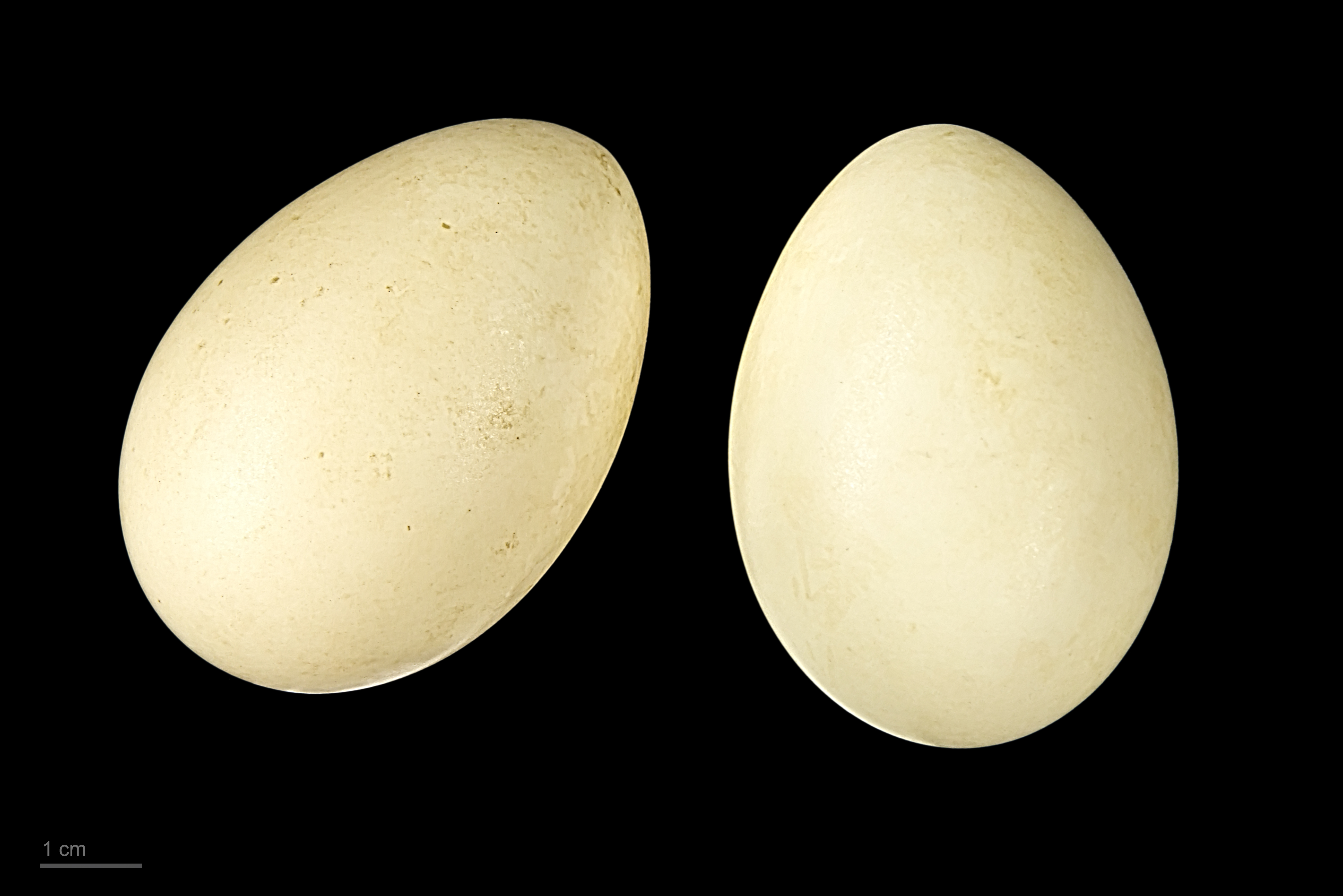
Histrionicus histrionicus

シノリガモ（晨鳧、晨鴨、Histrionicus histrionicus）は、カモ目カモ科シノリガモ属に分類される鳥類。本種のみでシノリガモ属を構成する。

## 分布
アイスランド、アメリカ合衆国、カナダ、大韓民国、中華人民共和国、朝鮮民主主義人民共和国、デンマーク（グリーンランド）、日本、メキシコ、ロシア東部
アイスランド、グリーンランド、ニューファンドランド島、ラブラドル半島で繁殖し、冬季になると北アメリカ大陸沿岸部で越冬する個体群と、アラスカからカリフォルニア湾、シベリア東部からカムチャッカ半島などで繁殖し、冬季になると東アジア沿岸部で越冬する個体群がいる。
日本では冬季になると北海道や東北地方の沿岸部に飛来（冬鳥）するが、一部は夏季にも留まり繁殖する（留鳥）。

## 形態
全長38-46センチメートル。翼長20-21センチメートル、メス19-19.7センチメートル。翼開張63-69センチメートル。体重0.5-0.8キログラム。眼先や耳孔を被う羽毛（耳羽）に白い斑紋が入る。
虹彩は褐色。嘴は小型で、青灰色。後肢は青黒色や暗灰色。
繁殖期のオスは上面の羽衣が濃青色や青黒色で、頸部上部、肩羽、胸部側面、腰、大雨覆先端に白い斑紋が入る。頭頂側面や体側面の毛衣は赤褐色で、腰の羽衣や尾羽、尾羽基部の下面を被う羽毛（下尾筒）は黒や黒褐色。英名harlequinは「道化師」の意でオスの羽衣に由来する。非繁殖期のオス（エクリプス）やメスは全身の羽衣が褐色や黒褐色、灰黒褐色。オスのエクリプスは肩羽、胸部側面、大雨覆先端に白い斑紋が入る個体が多い。

## 分類
太平洋岸繁殖個体群をH. h. pacificとして分割する説もあったが、有力ではない。

## 生態
繁殖期には渓流、非繁殖期には岩礁海岸に生息する。
食性は雑食で、昆虫、甲殻類、貝類、ウニ、藻類などを食べる。繁殖地では渓流内の昆虫を潜水して食べ、越冬地では甲殻類や貝類を潜水して食べる。
繁殖形態は卵生。渓流の近くの草原や岩の隙間などに枯れ草などを組み合わせた巣をつくるが、樹洞に巣をつくることもある。5-7月に4-8個の卵を産む。メスが抱卵し、抱卵期間は27-29日。雛は孵化してから2-3か月で飛翔できるようになる。生後2年で性成熟する。

## 人間との関係
開発による生息地の破壊などによる生息数の減少が懸念されている。
絶滅のおそれのある地域個体群（環境省レッドリスト）

## 画像

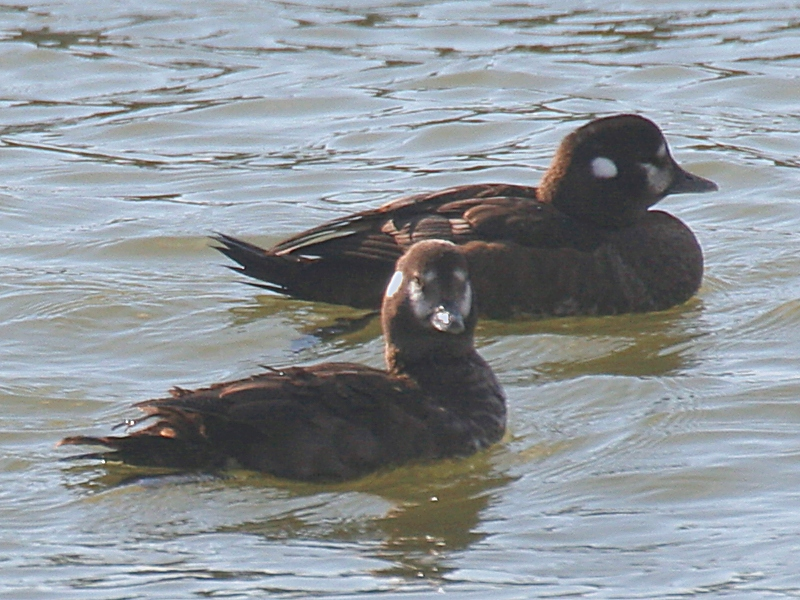
メス